# Chinatown (Vancouver)
Pour les articles homonymes, voir Quartier asiatique et Chinatown.
Chinatown, à Vancouver, est le plus grand quartier asiatique du Canada. Il se situe autour de Pender Street.
La création de ce quartier a pour origine les 15 000 immigrés Chinois employés au début des années 1880 pour la construction du Canadian Pacific Railway. La main d'œuvre corvéable et mal payée décide toutefois de rester à Vancouver après les travaux.
Lieu historique national du Canada depuis 2011, il représente l'importance de l'immigration asiatique dans la ville.